# Bixley
Bixley var en civil parish fram till 2019 när den uppgick i civil parish Caistor St Edmund and Bixley och Poringland, i South Norfolk, Storbritannien. Den ligger i grevskapet Norfolk och riksdelen England, i den sydöstra delen av landet, 160 km nordost om huvudstaden London. Civil parish hade 144 invånare år 2011. Byn nämndes i Domedagsboken (Domesday Book) år 1086, och kallades då Bichesle/Biskele/Bischelai/Fiskele.